# Suddig syn
Suddig syn, eller dimsyn, nedsatt synskärpa (latin: nephelopia, nephelopsia), är ett symtom på problem med ögat eller nervsystemet.
Dimsyn kan bero på intag av läkemedel eller droger som påverkar autonoma nervsystemet och därför synen. Annan störning av nervsystemet som kan yttra sig i dimsyn innefattar stroke, transitorisk ischemisk attack, hjärnskakning, migrän, svimning och hjärntumör. Dimsyn kan också tyda på dissociativ anestesi.
Problem med refraktion och ackommodation (närsynthet, översynthet, ålderssynthet) yttrar sig genom dimsyn. Dimsyn förekommer vid inflammationer i ögat, endokrin oftalmopati, okulär rosacea, grå starr, näthinneavlossning, glaskroppsavlossning, samt vid andra sjukdomar i ögat och synnerven som glaukom, retinopati och lokala kärlsjukdomar.